# Tacita (Mythologie)
(Dea) Tacita (lateinisch „die Schweigende (Göttin)“; auch Dea Muta „die stumme Göttin“) ist eine Unterweltgottheit der römischen Religion und Mythologie. Laut Ovid handelte es sich um eine Wassernymphe namens Lara oder ursprünglich Lala, eine Tochter des Flussgottes Almo, die infolge einer Vergewaltigung durch Mercurius zur Mutter der Laren wurde. In der letzteren Eigenschaft wurde sie zuweilen auch mit Larunda identifiziert.

## Plutarch
Sie wird unter dem Namen Tacita, aber noch ohne Bezug zur Unterwelt oder zu den Laren, erstmals erwähnt in den Vitae parallelae Plutarchs (Numa VIII, 6). Laut Plutarch, der den lateinischen Namen in griechischer Schreibung wiedergibt und als „die Schweigsame oder Sprachlose“ erklärt (Τακίταν ... οἷον σιωπηλὴν ἢ ἐνεάν), war sie neben Egeria eine der Camenen, der auch als Musen verehrten Quellgottheiten, mit denen Numa Pompilius, der sagenhafte König der römischen Frühzeit, zu verkehren vorgab und von denen er besonderes Orakelwissen empfangen haben wollte. Numa soll die Verehrung der Tacita den Römern besonders empfohlen haben, was Plutarch zu der Vermutung veranlasst, dass Numa damit das pythagoreische Prinzip des Schweigens zu Ehren kommen lassen wollte.

## Ovid
Hauptquelle für Tacita ist Ovid, der sie in den Fasti, seiner Erläuterung des römischen Festkalenders, unter dem Monat Februar (Buch II) behandelt, und zwar im Anschluss an seine Darstellung der Parentalia (II, 533ff). Es handelte sich dabei um eine neuntägige Periode des familiären Totenkultes (13. bis 21. Februar), in der die Römer Opfergaben als Speise für die Toten auf die Straßen zwischen den längs dieser Straßen angelegten Gräbern ihrer Verwandten stellten, und während der Hochzeiten unterblieben und die Pforten der Tempel vor den umherschweifenden Geistern der Toten verschlossen gehalten wurden.
Im Anschluss an seine Darstellung dieser neuntägige Phase und ihres Schlusstages, der Feralia, schildert Ovid übergangslos als eine Art düsteren Höhe- und Endpunkt dieses Abschnitts den Anblick einer alten Zauberin (II, 571 ff.), die im Kreis junger Mädchen ein magisches Ritual für die Tacita, von ihm auch dea muta genannt, verrichtet, um „feindselige Zungen und feindliche Münder“ zu bannen. Die Alte, in ironischem Kontrast zu der schweigenden Gottheit als besonders geschwätzig vorgestellt, legt mit drei Fingern drei Stücke Weihrauch unter eine Türschwelle in den Gang, den sich dort eine Maus gegraben hat, verbindet Fäden, die sie mit Zauber besprochen hat, mit dunkelfarbigem Blei (nach anderer Lesart der Handschriften mit einem dunkelfarbigen rhombus, einer Spindel oder einem Zauberrad), wendet in ihrem Mund sieben schwarze Bohnen hin und her, bestreicht den „zugenähnten“ Kopf (obsutum ... caput) eines kleinen Seefisches, einer Maena, mit Pech und röstet ihn aufgespießt auf einer ehernen Nadel über Feuer, sprengt dann Wein aus und trinkt den Rest des Weines gemeinsam mit den Mädchen, wobei sie sich selbst den größeren Teil vorbehalte.
Es handelt sich um ein von magischen Handlungen begleitetes Weihrauch-, Speise- und Trankopfer, das nach Art eines Analogiezaubers böse Zungen mithilfe der Göttin des Schweigens zum Schweigen bringen will und ihr dazu als Opfer unter anderem einen stummen Fisch bzw. dessen Kopf darbringt, an dem vermutlich speziell das Maul zugenäht wurde. Den Bezug zu den eigentlichen Festritualen der Parentalia lässt Ovid offen, man kann daraus also keinen fest mit den Parentalia oder Feriales verbundenen Kult der Tacita ableiten, aber diese neuntägige Periode mit ihrer besonderen Präsenz der Totengeister kann sich für ein Ritual wie das geschilderte besonders angeboten haben.
Zur Beantwortung der Frage, wer diese stumme Göttin überhaupt sei (quae sit Dea muta II, 583), fügt Ovid auch eine Herkunftserzählung an, die er von altehrwürdigen Greisen (antiqui senes) erfahren haben will. Danach war die stumme Göttin eine Nymphe mit Namen Lara, wegen ihrer lasterhaften Geschwätzigkeit unter Verdoppelung der Silbe "La" ursprünglich Lala genannt (griech. λάλα "die Geschwätzige, Gesprächige"), und war eine Tochter des Flussgottes Alma, eines Nebenflusses des Tibers. Als Jupiter der Nymphe Juturna nachstellte und alle Nymphen des Tibergebiets zur Hilfe bei der Jagd auf die sich ihm ständig Entziehende verpflichten wollte, verriet Lara seine Absichten der Juturna und ebenso der Juno, der für ihre Eifersüchtigkeit bekannten Gattin Jupiters, worauf dieser der Lara im Zorn die verräterische Zunge herausriss und Mercurius befahl, sie in die Unterwelt zu den Geistern der Toten als einer den Schweigenden gemäßen Welt zu bringen, wo sie fortan als Nymphe des Höllensumpfes büßen sollte. Auf dem Weg dorthin erregte sie das Gefallen Merkurs, der sie ohne Rücksicht auf ihr stummes Flehen um Schonung vergewaltigte, worauf sie in der Folge dann Zwillinge gebar, die Laren, die Ovid hierbei besonders in ihrer Funktion als Schutzgeister der Straßenkreuzungen und der Stadt Rom hervorhebt (qui compita servant / et vigilant nostra semper in urbe II, 616).
Mit dieser Erzählung von ihrer Geburt der schutzbringenden Laren weist Ovid motivisch zugleich voraus auf die nachfolgende Behandlung der Caristia (II, 617 ff.), des am 22. Februar auf die Feralia folgenden Familienfeiertages, an dem die Römer sich von der Totenwelt ab- und den lebenden Verwandten zuwenden, sich zu Gastmählern treffen und dort Versöhnung zwischen zerstrittenen Familienmitgliedern schließen, außerdem aber auch den Laren Opfer bringen (II, 631 ff.).
Die Erzählung Ovids über die Herkunft der Tacita galt in der Forschung seit Georg Wissowa zunächst als eine Erfindung Ovids, ein "Geschichtchen", das Ovid aus dem Schweigen der Göttin und dem aufgrund des geschilderten Zaubers unzweifelhaften Bezug zur Unterwelt eigenmächtig herausgedeutet und mit einem erfundenen Namen Lara/Lala und Versatzstücken griechischer Mythologie ausgekleidet habe, um die alte römische oder italische Gottheit mit einem Namen und Verwandtschaft auszustatten und eine Aitiologie für ihr Schweigen zu bieten.
In der späteren Forschung wurde das teilweise relativiert, da eine enge Beziehung zwischen Mercurius und den Laren, wenn auch keine Vaterschaftsbeziehung, auch anderweitig nachzuweisen ist und die unter verschiedenen Namen, wenn auch sonst nicht als Lara, bekannte Mutter der Laren auch anderweitig in einer besonderen Beziehung zur Unterwelt gesehen wurde. Für die konkrete Erzählung Ovids vom Werdegang der stummen Göttin hat man jedoch, abgesehen von intertextuellen Bezügen zu den bekannten Erzählungen von Philomele, Echo und der mit ihrem späteren Schicksal bei Vergil bekannten Juthurna, keine Quelle identifizieren können.

## Lactantius
Der christliche Dichter Lactantius (Divinae institutiones I, xx, 35) kennt sie nicht als Tacita, sondern als dea Muta und führt sie unter den besonders lächerlichen Gestalten der heidnischen Götterwelt an, als eine Gottheit, die nicht einmal sprechen könne, und trotzdem von ihren menschlichen Verehrern als ein höheres Wesen betrachtet werde. Er berichtet, dass sie mit der Mutter der Laren gleichgesetzt werde (hanc esse dicunt ex qua sint Lares nati) und Letztere auch Lara oder Larumda genannt werde (et ipsam Laram nominant uel Larumdam nominant). Die Gleichsetzung mit der Larenmutter und den Namen Lara hat man als Hinweis auf den Einfluss Ovids bewertet, während für Larumda (Larunda) und ihre Geburt der Laren andere, auch bei Ausonius belegte Überlieferung im Hintergrund steht.